# Horisme flavofasciata
Horisme flavofasciata är en fjärilsart som beskrevs av Moore 1888. Horisme flavofasciata ingår i släktet Horisme och familjen mätare. Inga underarter finns listade i Catalogue of Life.